# Université populaire de Lyon
Pour les articles homonymes, voir Université populaire (homonymie).
L'Université populaire de Lyon est le nom donné à deux initiatives d'éducation populaire distinctes : la première remontant au début du XXe siècle et initiée notamment par Jeanne Desparmet-Ruello, la seconde à 2005, lorsqu'Emmanuel Dockès et Philippe Corcuff ont inauguré une université populaire sur le modèle de l'université populaire de Caen.

## Première université populaire de Lyon

### Historique
C'est à la toute fin de l'année 1899, le 9 décembre, que Jeanne Desparmet-Ruello, alors directrice du lycée de jeunes filles de Lyon, organise une première réunion en vue de réunir les différents cercles populaires lyonnais en une seule université populaire. Se retrouvent alors autour d'elle de nombreux intellectuels républicains et dreyfusards de la ville, parmi lesquels Georges Eugène Charles Beauvisage, Édouard Herriot et Pierre Weiss,. Un comité d'initiative, dont sont quasiment absents les ouvriers, se constitue en janvier 1900 en vue de trouver un local pour la future Université populaire de Lyon. En effet, les membres de la nouvelle Société lyonnaise d'instruction et d'éducation populaire commencent dès cette année à donner des conférences et, faute d'un endroit à eux, interviennent dans les locaux des cercles populaires de Vaise, la Guillotière et la Croix-Rousse. C'est dans ce dernier quartier qu'après la victoire aux élections municipales de la liste de Victor Augagneur, sur laquelle figurent au moins deux membres de la Société, ils s'implantent finalement. Nommé la « Maison du Peuple », leur local est inauguré le 24 novembre 1900. Des cours continuent ensuite d'être donnés en dehors, au cercle populaire de la Guillotière et dans le local du Groupe d'études sociales du 2e arrondissement, à Perrache. La première Université populaire de Lyon cesse ses activités à partir de 1905.

### Principes
La première Université populaire de Lyon se distingue des universités populaires dites « syndicales », et plus encore de celles qui, comme à Roanne, ont été créées par des anarcho-syndicalistes, mais aussi des universités populaires « se réclamant du socialisme démocratique ». Il s'agit ainsi plutôt d'une université populaire philanthropique, visant la formation d'une « aristocratie intellectuelle ouvrière ». Elle ne peut cependant pas être assimilée aux sociétés philanthropiques lyonnaises dans la mesure où elle cherche avant tout à s'adresser aux travailleurs et pas aux élites intellectuelles de la ville. Ainsi, si l'Université est implantée dans le quartier de la Croix-Rousse, c'est parce que ses fondateurs veulent « aller vers elle [la population ouvrière] ». Dans les faits cependant, il semblerait qu'assez peu d'ouvriers assistent aux cours et autres activités proposées par l'Université populaire de Lyon.

#### Enseignements
Les fondateurs de la première Université populaire de Lyon ont à cœur qu'y soit dispensé un enseignement scientifique, social et non religieux. À ce propos d'ailleurs, les membres de son comité directeur se doivent d'être dégagés de toute obligation confessionnelle. Tous les sujets sont a priori susceptibles d'y être abordés, et pas seulement ceux ayant trait au droit du travail ou à la condition ouvrière, pour peu qu'ils le soient par une personne dont c'est la spécialité et qu'elle le fasse en s'adaptant à son auditoire. Il semblerait néanmoins que cela exclue de fait les ouvriers. Bien que certains de ses intervenants soient professeurs à l'université, les cours qu'ils y donnent tiennent davantage de l'enseignement secondaire que de l'enseignement supérieur, et aucun contact n'est établi entre l'Université populaire et la Société des Amis de l'Université, créée en février 1899. En plus de cours et de conférences, les membres de l'Université populaire de Lyon d'alors proposent également des lectures commentées, des causeries (durant sa première année d'existence), des promenades, ainsi que des évènements artistiques tels que des concerts ou des représentations théâtrales,. Une place prépondérante est accordée à l'étude des œuvres d'auteurs liés à la culture bourgeoise, en particulier Victor Hugo.
Une importance particulière est accordée à l'enseignement du droit. Bien que les milieux juridiques lyonnais soient de manière générale antidreyfards, plusieurs juristes s'engagent en faveur du capitaine Alfred Dreyfus et participent également à la fondation de la première Université populaire de Lyon (Jean Appleton, Louis Chazette, Justin Godart, Louis Josserand, Paul Pic).

## Deuxième université populaire de Lyon

### Présentation
L'Université populaire de Lyon s’inscrit dans la continuité des universités populaires qui, depuis le XIXe siècle jusqu’à leur renouveau actuel, permettent aux personnes de tous les milieux et de toutes les formations d’acquérir des savoirs de haut niveau dans un esprit d’émancipation sociale, politique et individuelle,.